# Rafael J. García
Rafael J. García är en kommunhuvudort i Mexiko.   Den ligger i kommunen Chilchotla och delstaten Puebla, i den sydöstra delen av landet, 200 km öster om huvudstaden Mexico City. Rafael J. García ligger 2 191 meter över havet och antalet invånare är 4 348.
Terrängen runt Rafael J. García är kuperad åt nordväst, men åt sydost är den bergig. Runt Rafael J. García är det ganska tätbefolkat, med 65 invånare per kvadratkilometer. Närmaste större samhälle är Tlanalapan, 9,7 km väster om Rafael J. García. I omgivningarna runt Rafael J. García växer i huvudsak blandskog.